# Вибори до Київської обласної ради 2015
Вибори до Київської обласної ради 2015 — вибори депутатів Київської обласної ради, які відбулися 25 жовтня 2015 року в рамках проведення місцевих виборів у всій країні.
Вибори відбулися за пропорційною системою, в якій кандидати закріплені за 84 виборчими округами. Для проходження до ради партія повинна була набрати не менше 5% голосів.

## Кандидати
Номери партій у бюлетені подані за результатами жеребкування:
| Номер у бюлетені | Назва                                 | Кількість кандидатів | Перший номер                       |
| ---------------- | ------------------------------------- | -------------------- | ---------------------------------- |
| 1                | «Сила людей»                          | 19                   | Яременко Богдан Вікторович         |
| 2                | «Об'єднання „Самопоміч“»              | 30                   | Титикало Роман Сергійович          |
| 3                | «Громадянська позиція»                | 23                   | Великодний Олександр Павлович      |
| 4                | ВО «Батьківщина»                      | 84                   | Старикова Ганна Віталіївна         |
| 5                | «Наш край»                            | 85                   | Добрянський Ярослав Вікторович     |
| 6                | «Єдність»                             | 31                   | Коваленко Микола Васильович        |
| 7                | «Нові обличчя»                        | 69                   | Христюк Дмитро Вікторович          |
| 8                | «Блок Петра Порошенка „Солідарність“» | 85                   | Парцхаладзе Лев Ревазович          |
| 9                | Аграрна партія України                | 30                   | Марчук Денис Володимирович         |
| 10               | УКРОП                                 | 72                   | Майбоженко Володимир Володимирович |
| 11               | ВО «Свобода»                          | 84                   | Сабій Ігор Михайлович              |
| 12               | «Соціалісти»                          | 50                   | Трошин Сергій Михайлович           |
| 13               | «Опозиційний блок»                    | 84                   | Качний Олександр Сталіноленович    |
| 14               | Радикальна партія Олега Ляшка         | 73                   | Стариченко Микола Анатолійович     |

## Результати
| Місце | Партія                                | % голосів | Кількість голосів | Зміна % 2015 до 2010 | Усього місць |
| ----- | ------------------------------------- | --------- | ----------------- | -------------------- | ------------ |
| 1     | «Блок Петра Порошенка „Солідарність“» | 22,73%    | 156 378           | ▲ +14,55%            | 22           |
| 2     | ВО «Батьківщина»                      | 17,39%    | 119 619           | —                    | 16           |
| 3     | «Об'єднання „Самопоміч“»              | 9,21%     | 63 365            | —                    | 10           |
| 4     | Радикальна партія Олега Ляшка         | 9,20%     | 63 311            | —                    | 9            |
| 5     | УКРОП                                 | 8,09%     | 55 644            | —                    | 7            |
| 6     | «Наш край»                            | 7,42%     | 51 042            | —                    | 7            |
| 7     | ВО «Свобода»                          | 7,37%     | 50 689            | ▲ +3,89%             | 7            |
| 8     | «Опозиційний блок»                    | 5,58%     | 38 388            | ▼ -20,72%            | 6            |
| 9     | «Нові обличчя»                        | 4,84%     | 33 275            | —                    | —            |
| 10    | «Сила людей»                          | 2,47%     | 17 009            | —                    | —            |
| 11    | Аграрна партія України                | 2,46%     | 16 953            | —                    | —            |
| 12    | «Громадянська позиція»                | 1,73%     | 11 875            | —                    | —            |
| 13    | «Єдність»                             | 1,07%     | 7388              | —                    | —            |
| 14    | «Соціалісти»                          | 0,43%     | 2956              | —                    | —            |
|       | Усього голосів за партії              | 100%      | 687 892           |                      | 84           |
|       | Недійсні                              | 5,01%     | 36 276            |                      |              |
|       | Усього (явка 50,16%)                  | —         | 724 233           |                      |              |